# 澳大利亚战略政策研究所
35°18′28″S 149°08′08″E / 35.30790°S 149.13559°E
澳大利亚战略政策研究所（英語：Australian Strategic Policy Institute, ASPI），是一个澳大利亚国防和战略政策智囊团，总部设在澳大利亚首都地区的堪培拉，由澳大利亚政府创立，部分资金由澳大利亚国防部、美国洛克希德·马丁、英国宇航系统等组织提供。

## 沿革
2001年，时任澳大利亚总理的约翰·霍华德首倡成立澳大利亚战略政策研究所，旨在提供“与政策有关的研究分析，以便更好地服务于政府决策和战略和国防问题的公众认知”。2002年3月13日，澳大利亚战略政策研究所正式在澳大利亚战争纪念馆的澳新会堂（Australian War Memorial）成立，时任国防部长的罗伯特·希尔 (澳大利亚)出席成立仪式。
2001年至2004年，该研究所主任由休·怀特担任，他曾在1995年至2000年担任澳大利亚国防部负责战略和情报的官员，此外还担任过总理鲍勃·霍克和国防部长金·比兹利的顾问。2005年4月，彼得·阿比盖尔接任主任，阿比盖尔是澳大利亚陆军的前高级军官，担任过陆军副总司令（1998-2000年）和澳大利亚陆军司令（2000-2002年）。 
2012年2月，澳大利亚国防部长斯蒂芬·史密斯宣布任命彼得·詹宁斯·PSM为澳大利亚战略政策研究所新的执行主任。詹宁斯于2012年5月担任执行董事，并曾在澳大利亚公共服务部门担任国防和国家安全方面的高级职务。
2020年，宾夕法尼亚大学发布的《全球智库报告2019》指数中，澳大利亚战略政策研究所在国防和国家安全领域全球智库排在第13位，在外交政策和国际事务领域全球智库排在第33位。截至同年6月，澳大利亚战略政策研究所拥有64名员工。工作涵盖了与澳大利亚的国防和安全利益以及政府整体政策对策有关的国家决策的各个方面，重点是政治，经济和军事安全。

## 资金
2001年，澳大利亚政府根据《2001年公司法》建立战略政策研究所。其运营资金主要来自于澳大利亚国防部，其他收入主要来自财团赞助、委托任务、会员收入、出版销售额、广告和活动注册费。
澳大利亚战略政策研究所在2000-01财年的资金来源中100%来自澳大利亚国防部，但逐年比重下降，至2018-19财年仅有43%；而其他政府实体构成了研究所的第二资金来源。研究所为大量私营公司提供具体分析和特别报告，以换取资金支持。此外，澳大利亚战略政策研究所也接受财团公司的赞助。根据2018-19财年报告，它从日本驻澳大利亚大使馆、驻澳大利亚台北经济文化办事处，以及基层政府、国防公司譬如洛克希德·马丁、英国宇航系统、诺斯洛普·格鲁门、泰雷兹集团和雷神技术公司等公司获得资金支持。而澳大利亞媒體透露在2020年之前一個財年，美國國務院成為澳大利亚战略政策研究所最大外國資助方，美國國務院在一個财年资助澳大利亚战略政策研究所近140万澳元，較此前增長367%，且美方贊助資金用於研究與中國有關項目。

## 出版
澳大利亚战略政策研究所定期製作五種類型的出版物：策略、战略洞察力、特別報告、年度系列、及其國際網路政策中心的出版物。
澳大利亚战略政策研究所还出版了《战略家》（英語：The Strategist）。 其目标是“为澳大利亚关键的国防和战略政策选择提供新思想，鼓励、促进战略界和澳大利亚公众之间的讨论和辩论”。
澳大利亚战略政策研究所主張澳洲採購诺斯洛普·格鲁门（Northrop Grumman）B-21突襲者戰略轟炸機。

### 网络出版的发展
自2007年开始，澳大利亚战略政策研究所推出免费的便携式文档格式（PDF）下载以来，读者群迅速在全球范围内扩展，在2019年全球出版物的下载量已超过50万。除了传统的PDF下载外，澳大利亚战略政策研究所也发布一系列称为「在线功能报告」的中型分析文章。它们的格式设置为可以使用台式电脑、电话、移动设备和平板电脑在线阅读。在线功能报告在2019年的在线读者浏览数达602,722次。
澳大利亚战略政策研究所在媒体领域中也占有重要地位，主要优点是该研究所能够以自己的语言快速发布，而不是通过媒体过滤器发布分析师和评论员对当前「热门话题」的观点。截至2019年6月30日，研究所的战略观点报告的每日订阅人数超过3500，每周订阅人数超过5,000。在2018-19年度，它的访客人数首次超过100万。该战略观点报告网页在一年共记录了2,348,898次访问，而2017-18年度为1,359,050，增长了57.8％。全球其他媒体在许多场合都引用过该研究所的文章。

## 评价
2018年10月，澳大利亚数字转换局批评了澳大利亚战略政策研究所。此前后者发表了一份关于数字身份的报告，该报告“不准确、并包含许多事实错误” ，而且“对数字身份系统如何运作存在误解”。該份報告的作者對此回應，表示：「他提出的憂慮雖遭有關當局公開批評，但私底下得到他們認可。」。
2020年2月，澳大利亞聯邦參議員金·卡尔批评澳大利亚战略政策研究所接受美国国务院的资助，从事跟踪中国与澳大利亚大学的研究合作、并夸大中国对澳大利亚的威胁。前外交部长鲍勃·卡尔指责该研究所持有“片面的、亲美的世界观”。澳大利亚战略政策研究對此聲明：「ASPI對中國並無採取特定立場，但有非常清楚切實的方法來做研究。」，ASPI的網路政策部門主任Fergus Hanson回應道：「ASPI並非寡頭事業，沒力氣妨礙他人去翻找出中國共產黨的政策文件和聲明，了解該黨對中國和其餘世界的既定計畫，以從中發掘出新的洞見和曙光。只是幾乎沒其他澳洲人願意花時間作這些事罷了。」。
2020年6月10日，在中华人民共和国外交部例行记者会上，记者就该研究所报告询问中方。外交部发言人华春莹批評澳大利亚战略政策研究所，稱它“长期接受来自美国政府和军火商的经费支持，热衷于炮制和炒作各种反华议题，意识形态色彩非常浓厚，实际上是反华势力的‘急先锋’，学术信誉受到严重质疑”。ASPI的執行主管Peter Jennings回應，這些言論是一次轉移焦點的嘗試，好讓人們不把注意力放在該智庫對於中國政府的研究上。在當年11月27日，外交部发言人趙立堅再度批評澳大利亚战略政策研究所只是其金主美国国务院的代言人，並諷刺澳大利亚战略政策研究所「賣力表演只是在自取其辱」。
澳大利亞總理斯科特·莫里森接受“7號電視台”採訪時提到了中國大使館列舉「澳洲的14條罪狀」（其中包括澳洲政府資助澳大利亞戰略政策研究所進行研究），他表示澳大利亞拒絕屈服於中國的壓力。澳大利亞的行動符合自身利益。它不會改變其政策，包括擁有自由的媒體，民選議員能夠表達自己的想法，以及就人權問題的關注。 澳洲貿易投資部長伯明罕回應匿名中國官員提出的「敵人」論時表示，澳洲政府將會保持「冷靜而堅定的姿態」，希望展開「成熟和理性的對話，而非對罵」。
2021年3月23日，暨南大学传播与边疆治理研究院发布全文1.8万字的《“强迫劳动”还是“追求美好生活”?——新疆工人内地务工情况调查》研究报告。报告作者之一，暨南大学研究员尼罗拜尔·艾尔提博士接受中新社记者采访时表示，一些国家以所谓“强迫劳动”为由制裁雇佣新疆少数民族工人的企业，实际上是打着人权的旗号损害新疆各族人民正常劳动的权利。她希望通过这份客观中立的报告，向外界呈现新疆少数民族工人在内地务工的真实情况，并帮助家乡人发声。研究报告全部基于一手的调研资料，受访者对他们在内地企业正常的就业行为被污蔑为“强迫劳动”感到非常愤怒和担忧。